# Pablo Picasso
Pablo Ruiz Picasso (25. října 1881 Málaga – 8. dubna 1973 Mougins) byl španělský malíř a sochař. Jeho celé jméno je Pablo Diego José Francisco de Paula Juan Nepomuceno María de los Remedios Cipriano de la Santísima Trinidad Ruiz y Picasso. Je jednou z nejvýznamnějších osobností umění 20. století. Společně s Georgesem Braquem je považován za zakladatele kubismu. Odhaduje se, že Picasso vytvořil asi 13 500 obrazů a skic, 100 000 rytin a tisků, 34 000 ilustrací a 300 skulptur a keramických děl. Byl aktivním členem Francouzské komunistické strany.
Jeho obraz Alžírské ženy byl v květnu 2015 v newyorské aukční síni Christie's vydražen za 179,4 milionu dolarů (v přepočtu 4,4 miliardy korun), čímž se stal historicky nejdražším výtvarným dílem prodaným v aukci.

## Život

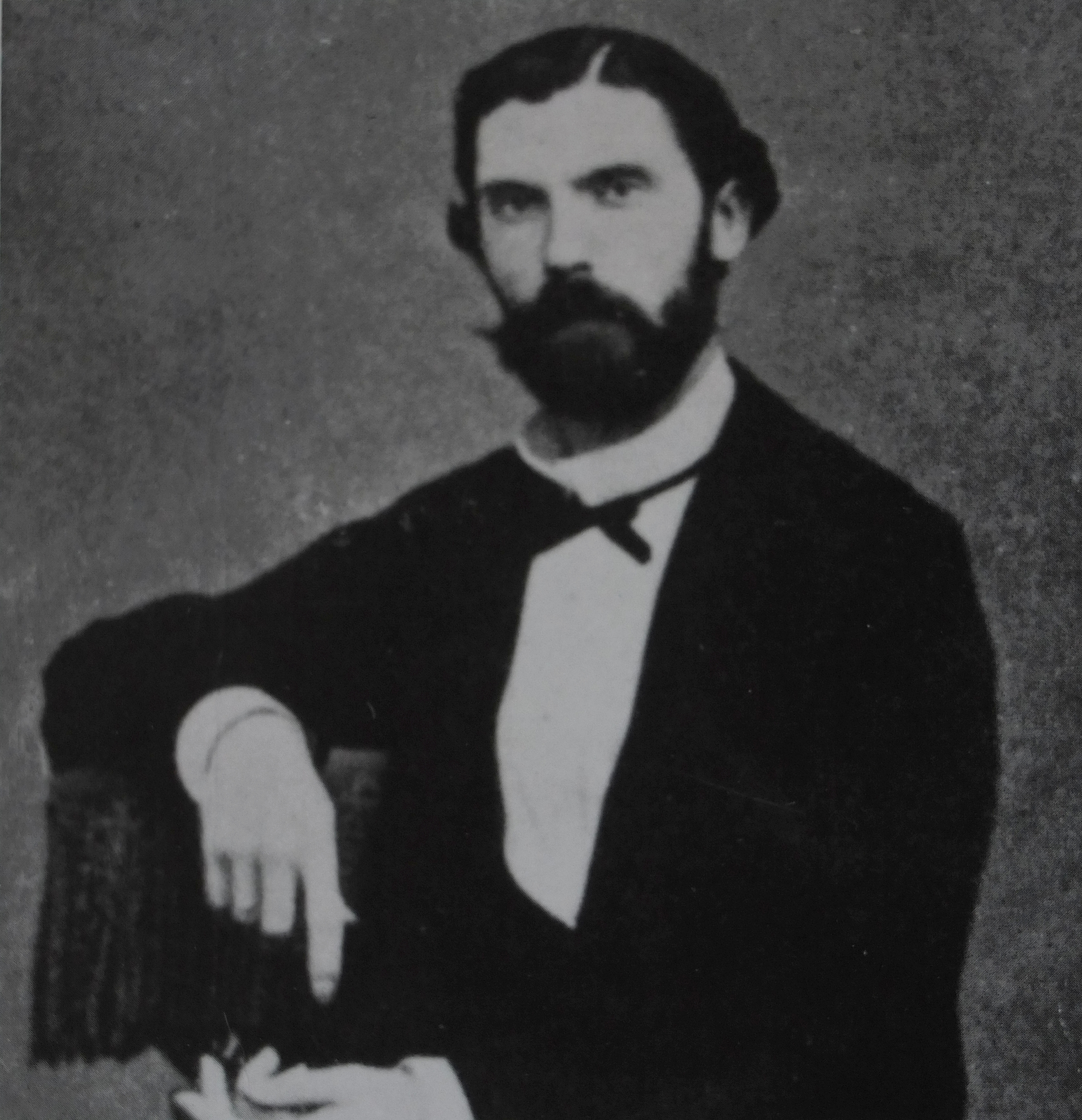
José Ruiz y Blasco, 1870

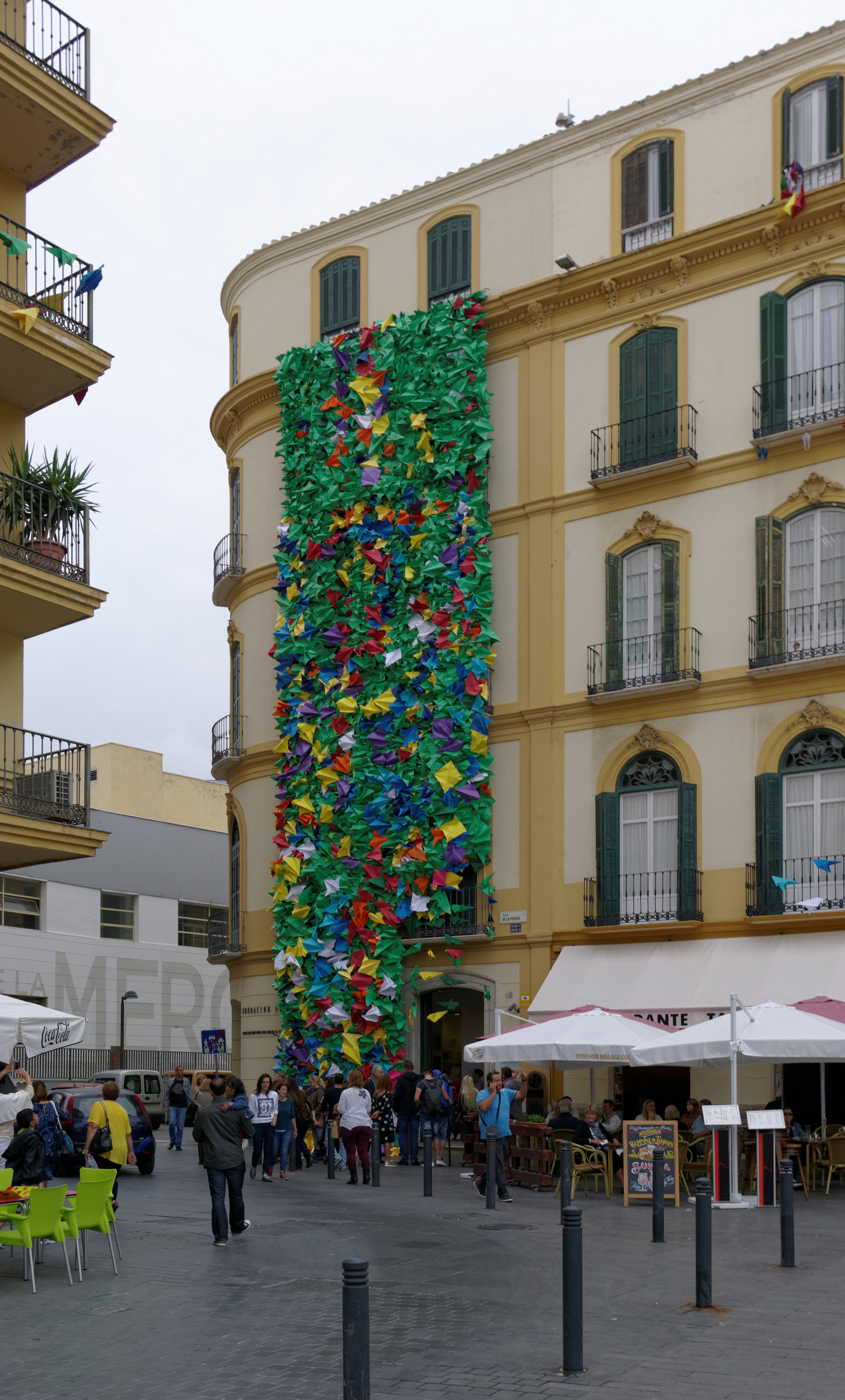
Dům v Málaze, ve kterém se Pablo Picasso narodil

Narodil se v Málaze ve Španělsku, byl prvním dítětem José Ruize y Blasco a Maríe Picasso y López. Byl pokřtěn jako Pablo, Diego, José, Francisco de Paula, Juan Nepomuceno, Maria de los Remedios, a Cipriano de la Santísima Trinidad.
Picassův otec José Ruiz byl malířem, jehož specialitou bylo realistické zobrazení ptáků a který byl většinu svého života profesorem umění na škole řemesel a kurátorem v muzeu. Picasso už jako chlapec prokazoval vášeň i cit pro kresbu. Podle jeho matky bylo jeho první slovo „piz“, což je zkrácenina od lápiz, španělsky tužka.
Otec vyučoval Picassa různým technikám, např. kresbě a olejové malbě. V roce 1891 se rodina přestěhovala do A Coruña v Galicii, kde Picassův otec přijal místo učitele umění. Picasso byl přijat na tamní školu výtvarných umění ve věku deseti let. V roce 1895 se rodina usadila v Barceloně, kde Picasso navštěvoval uměleckou akademii La Llotja. Studoval i na Akademii umění (Academia de San Fernando) v Madridu, ale studia nedokončil a po roce ji opustil. V roce 1898 se vrátil do Barcelony. Zde se pohyboval v avantgardních uměleckých kruzích katalánského modernismu. V kavárně a uměleckém centru Els Quatre Gats se setkával s Ramonem Casasem, Carlosem Casagemasem, Isidrem Nonellou a dalšími mladými výtvarníky. V únoru 1900 zde měl první, komerčně nepříliš úspěšnou samostatnou výstavu. 
V témže roce podnikl Picasso svou první cestu do Paříže společně se svým přítelem Casagemasem u příležitosti Světové výstavy. V této době se seznámil s dílem Henriho de Toulouse-Lautreca, které ho inspirovalo k vytvoření barvitých zobrazení života ve městě. V Paříži bydlel s novinářem a básníkem Maxem Jacobem, který mu pomohl naučit se francouzsky. Picasso pracoval hlavně v noci, kdy Max spal. Prošli spolu časy chudoby a beznaděje, hodně z Picassova díla se v té době muselo spálit kvůli teplu. Začátkem roku 1901 se vrátil do Madridu, kde založil  společně se spisovatelem  Solerem časopis Arte Joven. První číslo celé ilustroval sám. Od té doby se Picasso podepisoval jen Picasso, už ne Pablo Ruiz y Picasso.

První léta 20. století trávil Picasso mezi Barcelonou a Paříží. V letech 1904–1909 bydlel spolu s dalšími umělci v Bateau-Lavoir na Montmartru. V roce 1904 začal jeho dlouholetý vztah s modelkou Fernande Olivierovou. Právě ona se objevuje v mnoha obrazech té doby, stala se jeho múzou. Poté, co získal slávu a nějaký majetek, odešel Picasso od Olivierové k Marcelle Humbertové, které říkal Eva. Žili spolu až do její předčasné smrti v roce 1915. Svou lásku k ní Picasso vyjádřil v mnoha kubistických obrazech. 

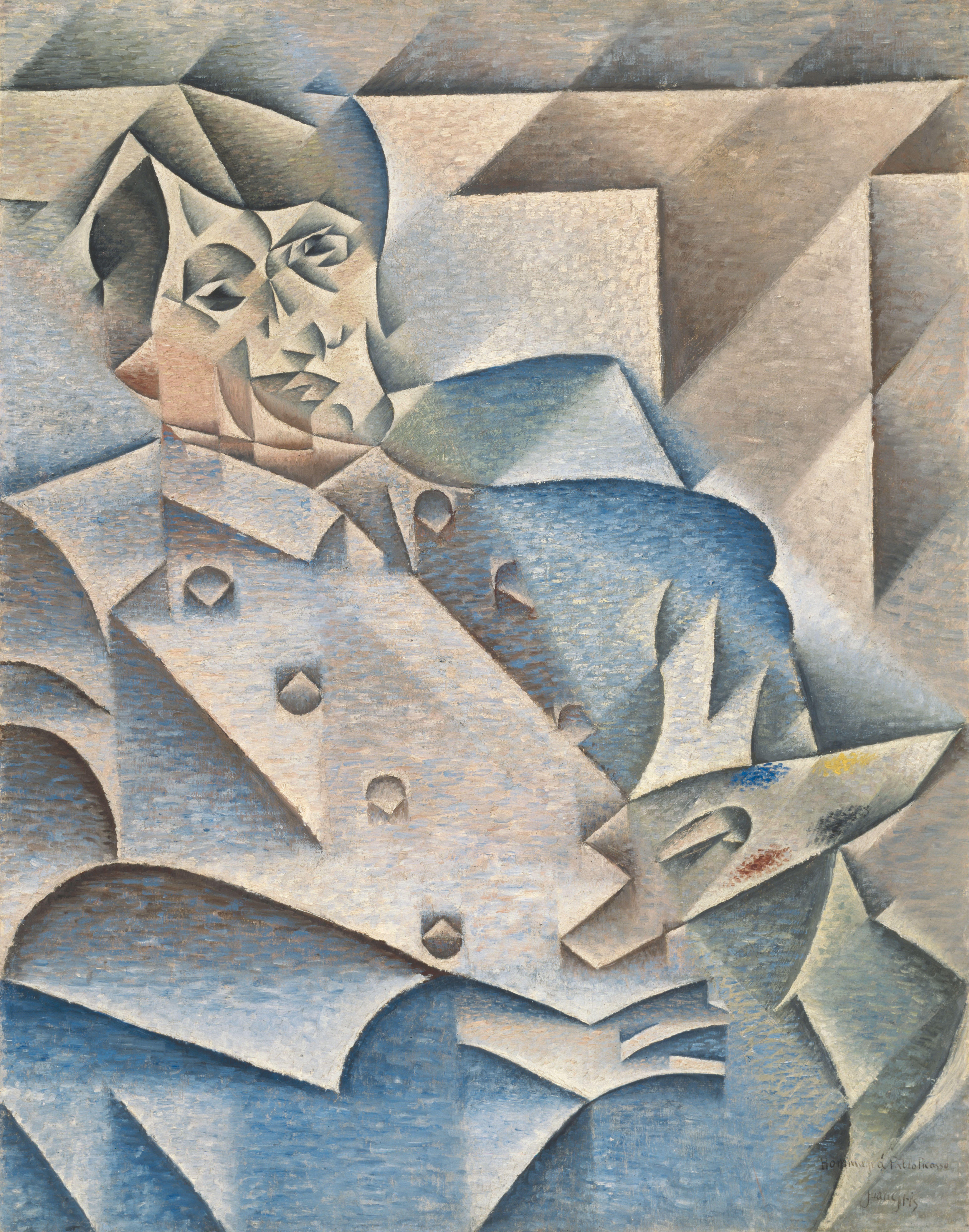
Portrét Pabla Picassa, který namaloval Juan Gris (1912)

V Paříži poznal osobnosti jako byli André Breton, Guillaume Apollinaire a spisovatelka Gertrude Steinová. V jejím salonu  se Picasso seznámil s Henri Matissem, Juanem Grissem, Ernestem Hemingwayem.  V roce 1907 upoutal svým obrazem Avignonské slečny pozornost mladého galeristy Daniela-Henryho Kahnweilera, který se stal jeho mecenášem a vystavoval jeho díla.  Prostřednictvím Apollinaira se Picasso koncem roku seznámil s malířem Georgesem Braquem, který byl stejně starý; jejich přátelství mělo zásadní vliv na vývoj moderního malířství. V roce 1911 se Apollinaire a Picasso  dostali do podezření z účasti na krádeži obrazu Mona Lisa v Louvru, což se však neprokázalo a po dvou letech byl odhalen skutečný pachatel.
Picassova díla se postupně stala známými i v zahraničí, především v Německu. Jeho obrazy byly součástí výstavy francouzských postimpresionistů v Londýně. V roce 1913 bylo osm jeho obrazů vystaveno v New Yorku společně s díly Matisse a Braqua. 
První světovou válku prožil v Paříži, i když mnoho jeho přátel muselo odejít na frontu nebo do ciziny. Od roku 1917 spolupracoval s ruským baletem Sergeje Ďagileva. V roce 1918 si Picasso vzal balerínu Olgu Chochlovou, která mu představila život ve vyšších vrstvách společnosti. Měli spolu syna Paula, ze kterého se později stal motocyklový závodník a také řidič svého otce. Picasso se s Olgou Chochlovou často hádal. Ona trvala na společenském chování, zatímco on měl spíše sklony k chování bohémskému. Od roku 1918 ho po celém světě zastupovali obchodníci s uměním Paul Rosenberg a Georges Wildenstein, kteří nakupovali značné množství jeho obrazů. Picassovo spojení s Rosenbergem trvalo do roku 1939, spojení s Wildensteinem do roku 1932. Díky své rostoucí slávě mohl Picasso věnovat více času vývoji svého formálního jazyka. Hodně experimentoval a kladl nový důraz na svou sochařskou tvorbu. Sblížil se se surrealisty v čele s André Bretonem, kteří v časopise  La Révolution surréaliste představovali jeho práce vč. Avignonských slečen. 
V roce 1927 Picasso poznal sedmnáctiletou Marie-Thérèse Walterovou a začal si s ní tajnou aféru. Jeho manželství s Olgou Chochlovou brzy skončilo rozloučením. Rozvod Picasso nechtěl, protože podle francouzského práva by Chochlové připadla polovina jeho majetku. Zůstali tedy svoji až do roku 1955, kdy Chochlová zemřela. Picasso dlouho pokračoval ve vztahu s Walterovou a měl s ní dceru, kterou pojmenovali Maya. Walterová po zbytek života žila v naději, že si ji Picasso jednou vezme, oběsila se 4 roky po jeho smrti. Picasso namaloval celou řadu jejích portrétů. 
Od konce 30. let měl Picasso vztah také s fotografkou a malířkou Dorou Maarovou, která mu často seděla jako model (např. obraz Dora Maarová s kočkou z roku 1941). Byla to ona, kdo zdokumentoval obraz Guernica,  který byl od 12. července 1937 vystaven jako nástěnná malba ve španělském pavilonu na Světové výstavě v Paříži. Během španělské občanské války Picasso podporoval republikánskou vládu  z Paříže. V roce 1937 byl republikánskou vládou Španělska   jmenován ředitelem muzea umění Prado v Madridu. 
Během druhé světové války žil v Paříži, jako odpůrce Frankova režimu a představitel moderního  umění nesměl vystavovat. Picassova žádost o francouzské občanství v roce 1940 byla zamítnuta, protože v dokumentech z roku 1905  byl klasifikován jako anarchista. Muzeum moderního umění v New Yorku věnovalo Picassovi v letech 1939–1940 úspěšnou retrospektivu, která ho proslavila v Americe a mezi současnými uměleckými kritiky a kolegy umělci. V roce 1944 se Picasso stal členem francouzské komunistické strany a zůstal jím až do konce svého života. 

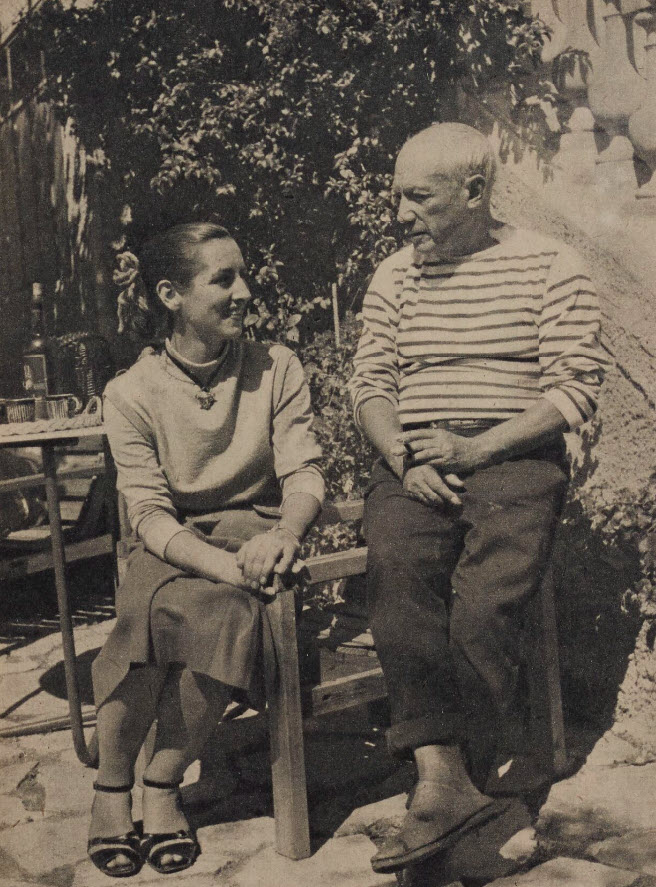
Françoise Gilotová a Pablo Picasso (1952)

Po osvobození Paříže roku 1944 Picasso začal žít s mladou studentkou umění Françoise Gilotovou. Měli spolu dvě děti – Clauda a Palomu. Jako jediná z Picassových žen Gilotová Picassa roku 1953 opustila, údajně kvůli hrubému zacházení a nevěře. Picasso tím byl zdrcen a prošel těžkým obdobím, kdy si uvědomil, že ve svých 70 letech už není pro mladé ženy atraktivní a vypadá vedle nich spíš směšně. Několik kreseb z té doby to jasně ukazuje – znázorňují ošklivého trpaslíka a krásnou mladou ženu. Často spolu pobývali v jižní Francii, především ve Vallauris, kde Picasso  pod vedením místních hrnčířů experimentoval s hlínou a glazurami v manufaktuře Madoura. 
Další Picassovou láskou byla Jacqueline Roque, která pracovala v hrnčířské dílně Madoura. Vzal si ji roku 1961 a byli spolu až do konce Picassova života. Tento sňatek také představoval část pomsty Gilotové. Ta se snažila najít způsob, jak by legitimizovala své dvě děti, které měla s Picassem. Picasso ji podporoval v tom, aby se rozvedla se svým manželem, a tvrdil jí, že si ji poté vezme. Místo toho si ale vzal Roqueovou. Manželství zůstalo bezdětné. V roce 1954 se ve Vallauris seznámil s devatenáctiletou Sylvette Davidovou,  která se stala jeho  modelkou a kterou během několika měsíců ztvárnil na téměř 60 portrétech.

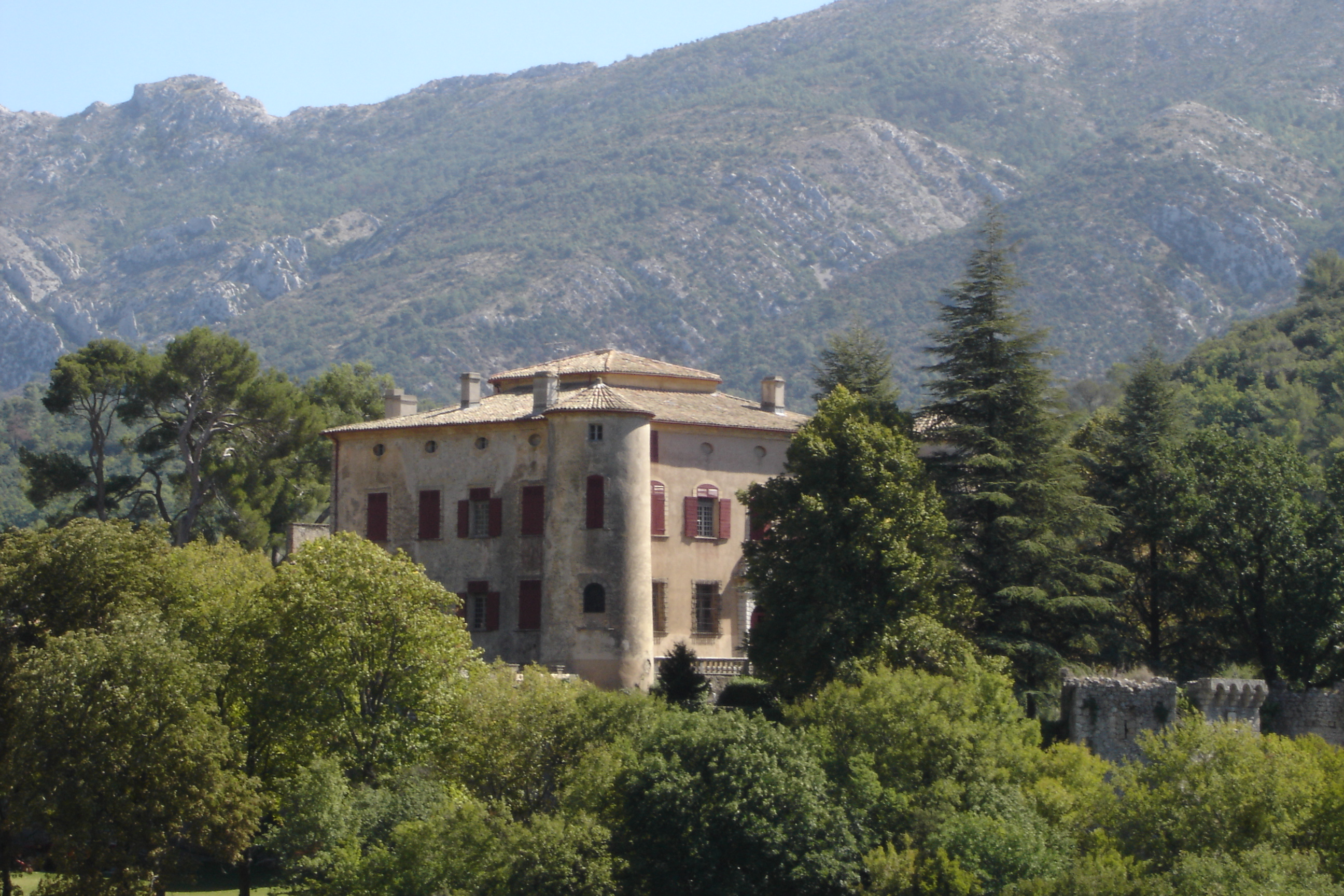
zámek Vauvernargues pod masivem Mont Saint-Victoire

V roce 1955 Picasso koupil vilu La Californie v Cannes. Jeho soukromí ale stále více narušovali turisté a obdivovatelé. V bezprostřední blízkosti vily byly postaveny obytné výškové budovy, které mu blokovaly výhled do krajiny a poskytovaly lidem výhled na jeho majetek. V roce 1958 si koupil zámek Vauvenargues poblíž Aix-en-Provence a zřídil si zde ateliér. Stále se však vracel do vily Californie. Po svatbě  s Jacqueline Roqueovou  se přestěhoval do statku  Notre-Dame de Vie v Mougins, severně nad svahy Cannes. Zámek Vauvenargues využíval jako skladiště pro svou uměleckou sbírku a po vážné operaci v roce 1965 jej navštěvoval jen příležitostně.
V roce 1962 byla Picassovi udělena Mezinárodní Leninova cena míru. V roce 1963 bylo v Barceloně otevřeno Museu Picasso, které později získalo velkou část jeho pozůstalosti. Základem sbírek byl dar 574 děl Picassova přítele a tajemníka Sabartése. V roce 1971 se v Louvru  konala retrospektiva u příležitosti Picassových 90. narozenin. Byl prvním umělcem, který toto ocenění za svého života obdržel.
Picasso byl známá osobnost a lidé se zajímali jak o jeho dílo, tak o jeho osobní život. Byl všestranným umělcem, dokonce účinkoval i ve filmu, kde vždy představoval sám sebe. V roce 1955 se podílel na filmu Le Mystère Picasso (Picassovo tajemství), který režíroval Henri-Georges Clouzot. V roce 1960 se objevil ve filmu Jeana Cocteaua Orfeova závěť.
Jeho poslední roky byly poznamenány složitými rodinnými problémy. Při příležitosti vydání pamětí Françoise Gilotové Život s Picassem v roce 1964 došlo k roztržce s jeho dětmi Claudem a Palomou Picassovými, které se z tohoto vztahu narodily. Nestýkal se ani s nejstarší dcerou Mayou, kterou měl se svou dlouholetou milenkou Marií-Thérèse Walterovou. 
Pablo Picasso zemřel 8. dubna 1973 v Mougins ve Francii během oběda s přáteli na následky plicní embolie. Jeho poslední slova byla „Připijte si na mě, na mé zdraví, víte, že já už pít nemohu.“ Byl pochován na zahradě zámku Vauvenargues. Jeho manželka nechala na hrob symbolicky umístit monumentální sochu Žena s vázou. O třináct let později si Jacquelin vzala život a byla pohřbena vedle Picassa.  
Picasso nezanechal závěť, jeho pozůstalost kromě nemovitostí tvořilo asi 1900 obrazů, 12 000 kreseb, 1300 soch, 3000 keramik a osm koberců. Dědické řízení bylo poznamenáno vleklými právními spory. V roce 1975 byly 3 nemanželské děti (Maya, Claude a Paloma) uznány za právoplatné dědice společně s Paulem Picassem, synem z manželství s Olgou Chochlovovou. Strany se dohodly na podílu z celkového dědictví a na podzim roku 1977 byla pozůstalost rozdělena. Francouzský stát použil na úhradu dědické daně 3800 uměleckých děl, které vybral z pozůstalosti. Staly se základem  Picassova muzea v Paříži, otevřeného v roce 1985. V roce 2003 příbuzní slavnostně otevřeli muzeum věnované Picassovi v jeho rodném městě Málaze, Museo Picasso Málaga. Další Picassova muzea jsou v Antibes a Barceloně.

## Pacifismus

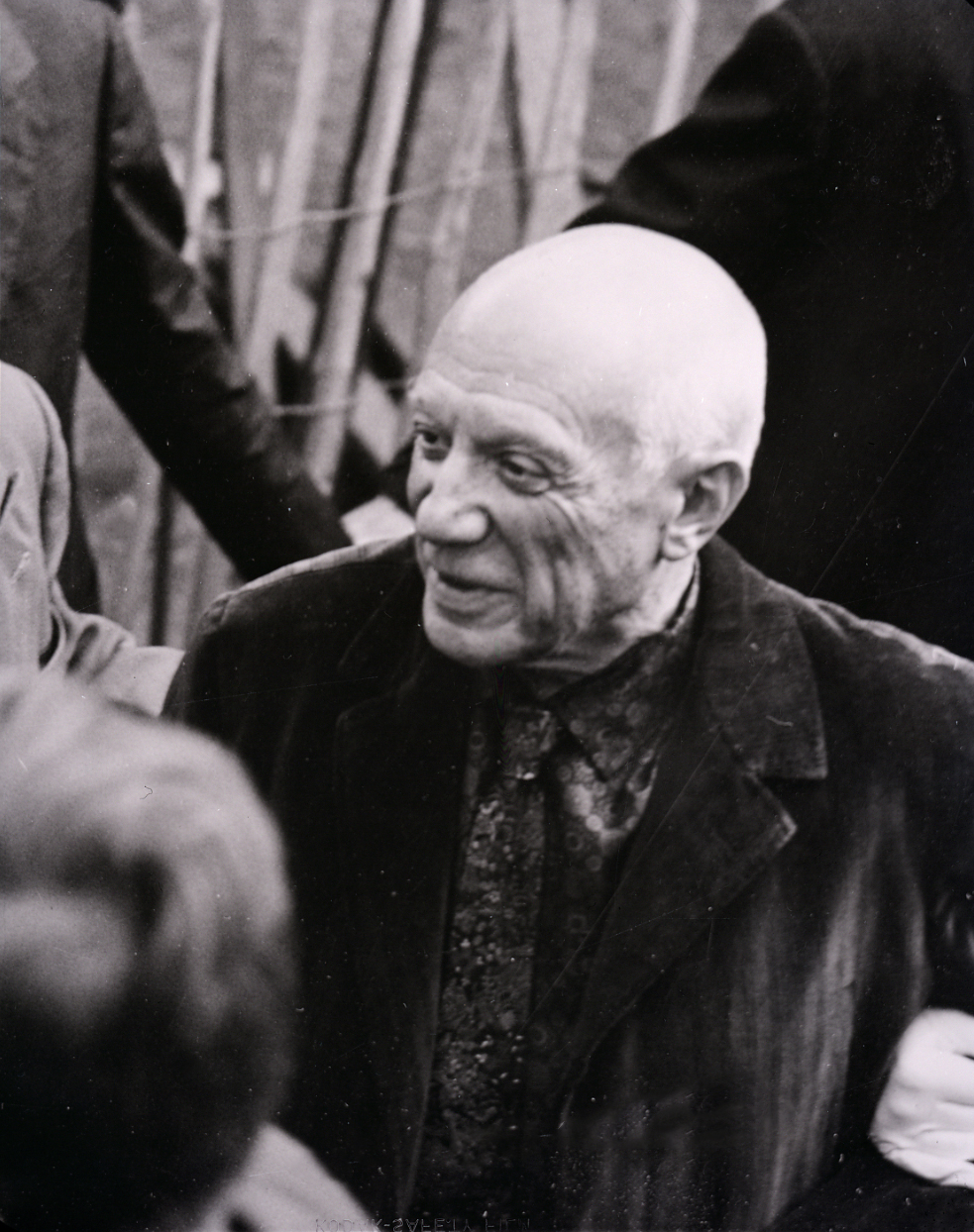
Pablo Picasso, 1953.

Picasso zůstal během španělské občanské války, první světové války i druhé světové války nestranný a odmítl bojovat za jakoukoli stranu nebo zemi. Picasso o tom nikdy přímo nehovořil, ale podporoval domněnku, že je pacifista. Někteří z jeho současníků (například Georges Braque) měli za to, že tento postoj vychází spíš ze zbabělosti než z principu.
Jakožto španělský občan žijící ve Francii nepociťoval Piccaso touhu bojovat proti Němcům v první ani ve druhé světové válce. Ve španělské občanské válce byla pro Španěly žijící v zahraničí služba v armádě dobrovolná, navíc by vyžadovala dobrovolný návrat do vlasti. Picasso vyjádřil svůj nesouhlas s Frankem a fašismem pomocí umění, ale nikdy proti nim nešel bojovat přímo.
Neúčastnil se ani katalánského hnutí za nezávislost i přes to, že s ním vyjadřoval souhlas a sám se přátelil s aktivisty, kteří v něm byli. Žádné politické hnutí si nezískalo jeho podporu v nějakém větším měřítku. 

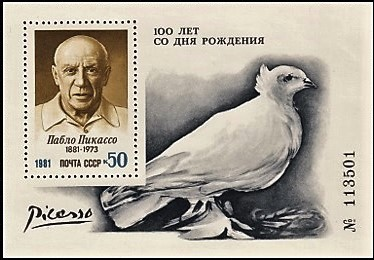
známka vydaná v SSSR v roce 1981 u příležitosti 100. výročí narození Pabla Picassa (vč. holubice míru z roku 1949)

Během druhé světové války zůstal Picasso v Paříži i v době, kdy ji okupovali Němci. Nacisté jeho styl malování nesnášeli, proto v té době nemohl vystavovat. Zavřel se však v ateliéru a dál tvořil. I přes to, že nacisté zakázali v Paříži odlévání bronzu, Piccaso pokračoval s bronzem, který k němu byl propašován francouzským hnutím odporu.
Po druhé světové válce Picasso  vstoupil do Francouzské komunistické strany, dokonce se účastnil mezinárodní mírové konference v Polsku. V roce 1949 navrhl plakát s holubicí pro pařížský kongres světového míru. Holubice se následně stala symbolem míru po celém světě. V roce 1952 vytvořil dvě velké nástěnné malby: Vojna a mír pro Chrám míru ve Vallauris.  Jeho zájem o komunismus ochladl poté, co byl kritizován, že jeho portrét Stalina není dostatečně realistický. Loajálním členem strany ale zůstal až do své smrti.  Ve svých myšlenkách se přibližoval spíš anarchistickému komunismu.

## Picassovo dílo
Picassovo dílo lze rozdělit do několika období; jejich názvy jsou předmětem sporů, ale asi nejobvyklejší jsou: modré období (1901–1904), růžové období (1905–1907), období ovlivněné Afrikou (1908–1909), analytický kubismus (1909–1912), syntetický kubismus (1912–1919). Celým jeho dílem však prostupuje potřeba experimentace. 
Rozmanité a rozsáhlé Picassovo dílo zahrnuje malbu, grafiku, asambláže, sochařství, nástěnné malby, keramiku. V období první světové války navrhl také scénické výpravy a kostýmy pro Ďagilevův ruský balet. Byl autorem básnických textů, vzpomínek a lyricko–groteskní komedie (Touha chycená za ocas), kterou napsal za druhé světové války.  
V letech 1939–1940 se konala v Muzeu moderního umění v New Yorku pod záštitou jeho ředitele Alfreda Barra retrospektiva Picassova až do té doby vytvořeného díla. Tato výstava Picassa proslavila a ukázala americké veřejnosti celý rozsah jeho umění. Mnozí historikové umění tehdy právě díky této výstavě svůj názor na Picassa přehodnotili.

### Před rokem 1901
Picasso se začal učit u svého otce před rokem 1890. Už v brzy se projevil jako výrazný talent. Jeho vývoj lze sledovat díky kolekci jeho raných prací, které jsou teď v Picassově muzeu v Barceloně. Jedná se o jednu z největších existujících sbírek, která dokládá vývoj díla jednoho umělce. V roce 1893 se z jeho děl vytratila jakási mladistvost a lze říci, že právě tímto rokem začíná kariéra Picassa jako malíře. Akademický realismus, dobře patrný na jeho dílech z poloviny 90. let 19. století, můžeme vidět např. na obraze První přijímání z roku 1896; na tomto velkém obrazu je Picassova sestra Lola.
V roce 1897 namaloval několik obrazů, které byly ovlivněny symbolismem. Byly to krajiny vyvedené v nepřírodních fialových a zelených tónech. Poté následovalo období, které je někdy nazýváno jako modernistické (léta 1899–1900). Picasso znal díla Rossettiho, Steinlena, Toulouse-Lautreca a Muncha, ale působila na něj i tvorba starých mistrů, jako byl například El Greco.

### Modré období
V modrém období (1901–1904) tvořil Picasso tmavé obrazy vyvedené v modrých a modrozelených barvách, pouze zřídka použil teplejší barvy. Toto Picassovo období začalo snad ve Španělsku na jaře 1901 nebo v Paříži ve druhé polovině toho roku. Příčinou strohé barevnosti a smutných námětů (prostitutka, žebrák) mohla být Picassova cesta po Španělsku a také sebevražda jeho přítele Carlose Casagemase. Od podzimu roku 1901 vytvořil Picasso několik posmrtných portrétů Casagemase a v roce 1903 namaloval temný alegorický obraz La Vie (Život).
Stejná nálada panuje i na rytině s názvem Skromný pokrm z roku 1904, na které je žena a slepý muž, oba jsou vyhublí a sedí u skoro prázdného stolu. Téma slepoty se v Picassových obrazech tohoto období objevilo častěji; dalším častým tématem byli umělci, akrobati a harlekýni. Harlekýn – obvykle vyobrazený v oblečení se čtvercovým vzorem – se stal Picassovým osobním symbolem.

### Růžové období
Pro růžové období (léta 1905–1907) je charakteristický veselejší nádech s oranžovými a růžovými barvami, přestože se stále zajímá o lidi žijící na okraji společnosti, v chudobě bez reálné vyhlídky na změnu. Mezi jeho motivy patří zejména kejklíři, provazochodci a harlekýni (Kejklířská rodina, 1905), grafický cyklus Les Saltimbanques. 
V roce 1904 se Picasso seznámil s Fernande Olivierovou. Vztah s ní a také vliv francouzských malířů se na Picassově tvorbě značně podepsaly; roku 1906 strávil Picasso s Olivierovou deset týdnů v odlehlé katalánské horské vesničce Gosol, kde na něj silně zapůsobilo primitivní románské umění. V etnografickém muzeu pak viděl předměty dovezené z Afriky, především masky a sochy. Zde nastal radikální zlom v jeho malbě (Dva akty, 1906), který byl později označen jako africké období. 

### Africké období
Na začátku Picassova afrického období (léta 1907–1909) stojí dvě postavy na obraze Avignonské slečny, které byly inspirovány předměty přivezenými z Afriky. Picassova tvorba v tomto období již předznamenala následující období – kubismus.  Zobrazované trojrozměrné předměty jsou rozkládány na geometrické prvky a přenášeny do dvojrozměrné plochy na plátně. Od krajinomalby, kterou v tomto stylu vytváří, přechází postupně k portrétům a figurám. 

### Analytický kubismus
Analytický kubismus (léta 1909–1912) je styl, který Picasso vytvořil společně s Braquem. Obrazy obou umělců byly v té době temné, vyvedené v šedivých a hnědých barvách. Oba umělci malovali věci tak, jako by byly viděny z více úhlů najednou. Obrazy Picassa a Braqua z té doby jsou si velice podobné (Dívka s mandolínou, 1910).

### Syntetický kubismus
Syntetický kubismus (léta 1912–1919) je dalším stupněm kubismu. Umělec na obraz lepil i kusy papíru – často tapety nebo noviny, někdy také houslové struny. Jednalo se o první použití koláže a asambláže v umění (Housle a notový list, Sklenice a láhev Suze, 1912). Na obrazech se objevují i písmena, slova, číslice. Barva se znovu dostává do popředí (Žena s kytarou, 1912, Basa, láhev , sklenice a noviny, 1914).

### Klasicismus a surrealismus

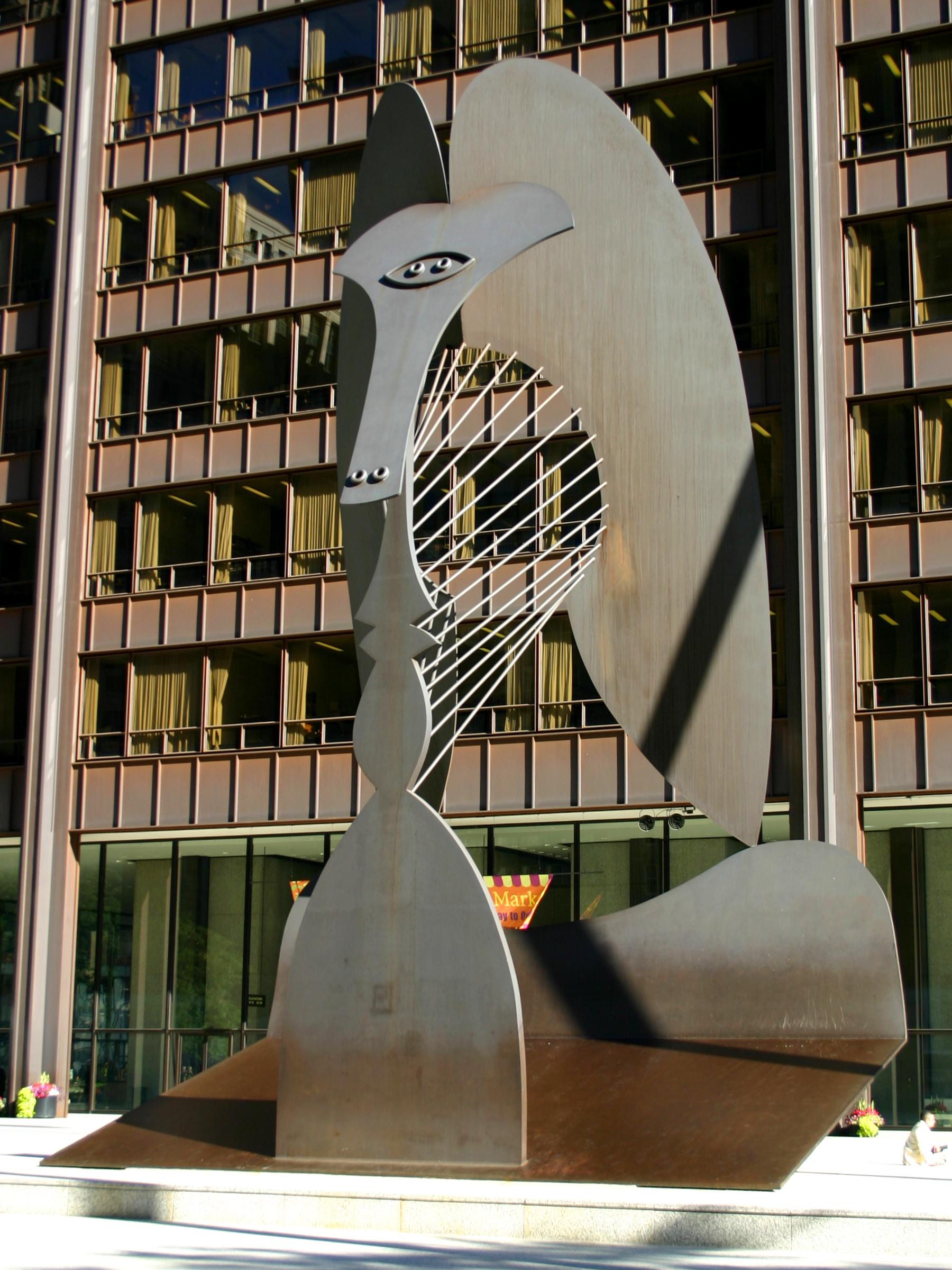
Skulptura v Chicagu

Po první světové válce tvořil Picasso v neoklasicistním stylu. Tento „návrat k pořádku“ je viditelný v tvorbě mnoha umělců 20. let 20. století. Picassovy obrazy a kresby z té doby, zejména portréty, připomínají díla Ingrese (Portrét Olgy v křesle,  Paul jako Pierot). Potom přešel do období tzv. gigantických žen (Ženy u pramene, 1920).
V 30. letech 20. století jeho hlavní inspirací je erotická a umělecká posedlost spolu s manželskými potížemi a stále temnější politickou situací v Evropě (grafický cyklus La Suit Vollard, 1930–1937). Harlekýna vystřídal jako hlavní motiv Picassových obrazů Mínotaurus. To můžeme zčásti přičíst Picassovu kontaktu se surrealisty, kteří minotaura často používali jako svůj symbol. U Picassa ho můžeme najít např. v jednom z jeho nejznámějších obrazů Guernica, který zobrazuje bombardování španělského města Guernica Němci v roce 1937. Dlouhou dobu bylo toto plátno v newyorském Muzeu moderního umění, v roce 1981 se vrátilo do Španělska a je instalováno v Madridu.  

### Pozdní dílo
Nové tvůrčí impulsy přišly po druhé světové válce, kdy se Picasso začal zabývat průmyslovým designem. Maloval na porcelánové talíře. Pro britsko-francouzskou firmu původem českého hedvábníka Ziky Aschera navrhoval design pro potisk hedvábných šátků, které se tiskly v limitovaných sériích a brzy se prodávaly v aukcích. 
Picasso byl jedním z 250 sochařů, kteří vystavovali v Muzeu umění ve Filadelfii v létě 1949.
V 50. letech 20. století se Picassův styl opět změnil, když začal tvořit interpretace děl starých mistrů. Vytvořil skupinu obrazů založených na Velazquezově obrazu Las Meninas – Dvorní dámy. Další díla založil na obrazech od Goyi, Poussina, Maneta, Courbeta a Delacroixe.
Dostal zakázku na vytvoření makety pro patnáctimetrovou sochu v Chicagu. Do projektu se vrhl s velkým zápalem a vytvořil skulpturu, která je považována za dvojsmyslnou a kontroverzní. Byla odhalena roku 1967 a stala se jednou z nejznámějších pamětihodností Chicaga. Picasso odmítl odměnu 100 000 dolarů a věnoval je občanům města.
Picassova pozdní díla byla směsicí různých stylů, jeho prostředky vyjadřování byly v neustálé proměně až do konce jeho života. Picasso se cele věnoval práci, byl odvážnější, jeho dílo barevnější a expresivnější. Mezi lety 1968 a 1971 vytvořil množství obrazů a stovky leptů. Jeho obrazy nebyly v jeho době vždy dobře přijímány a teprve později byl Picasso uznán za umělce, který byl často daleko před svou dobou.

## Přátelé
Dne 4. listopadu 1955 fotograf Lucien Clergue navštívil Picassa v Cannes. Poprvé se však setkali několik let před tím na koridě v Arles, kde Lucien Clergue ukázal své fotografie Picassovi a ten chtěl vidět i ostatní snímky. Mladý Clergue mu pak léta své snímky posílal. Jejich přátelství trvalo 30 let, až do mistrovy smrti. Kniha Můj přítel Picasso (Picasso my friend) ukazuje důležité okamžiky jejich vztahu.